# Keiji Nakazawa
Keiji Nakazawa (中沢 啓治?, Nakazawa Keiji; Hiroshima, 14 marzo 1939 – Hiroshima, 19 dicembre 2012) è stato un fumettista giapponese.
La sua opera autobiografica Hadashi no Gen (lett. Gen a piedi scalzi), tradotta in Italiano come Gen di Hiroshima, racconta la storia del giovane Gen, sopravvissuto all'inferno di Hiroshima nel 1945. Il manga, tradotto in moltissime lingue (in italiano una prima edizione ridotta è stata pubblicata da Planet Manga, nel 2014 l'opera viene ristampata in 3 grandi volumi per Hikari Edizioni, etichetta dedicata ai grandi classici del manga di 001 Edizioni), è stato premiato nel 2004 con il Prix Tournesol.

## Biografia
Keiji Nakazawa nacque quarto di sei figli. Il padre, pittore di professione, è stato in prigione per più di un anno a causa della sua partecipazione a un movimento contro la guerra.
Il 6 agosto 1945, la bomba atomica lanciata su Hiroshima uccise suo padre, il suo fratellino e la sorella maggiore. La madre morì nel 1966 per le conseguenze della radiazione nucleare. Keiji Nakazawa stesso soffriva per questo di leucemia.
All'età di 22 anni Keiji Nakazawa si spostò a Tokyo per iniziare la sua carriera di disegnatore di manga. Le sue prime opere vennero pubblicate dal 1963 nella rivista Shônen Gaho. Nel 1968 Keiji Nakazawa pubblicò per la prima volta un manga che tematizzava i suoi ricordi della tragedia di Hiroshima, Kuroi ame ni utarete (lett. "Sotto la pioggia nera").
Nel 1972 la più diffusa rivista di manga giapponese, Shûkan Shônen Jump, pubblicò Ore ha mita (lett. "Io l'ho visto"), un racconto autobiografico di 45 pagine. In seguito il redattore capo Tadasu Nagano lo incoraggiò a creare una serie più lunga basata sui suoi ricordi. Lo stesso anno vennero pubblicate le prime puntate settimanali della sua opera principale Gen di Hiroshima, uscita poi come edizione tascabile in quattro volumi nel 1975.
Dal fumetto di Gen sono stati tratti due film d'animazione negli anni '80, tre film dal vivo e una serie televisiva.
Nakazawa ha annunciato il suo ritiro nel settembre 2009, citando il peggioramento delle condizioni del diabete e della cataratta. Ha annullato i piani per un sequel di Gen di Hiroshima. Nel settembre 2010, a Nakazawa è stato diagnosticato un cancro ai polmoni; nel luglio 2011 sono state trovate metastasi da cancro ai polmoni. È morto il 19 dicembre 2012.